# Christopher Leoni
Christhopher Leoni, nome completo Christhopher Cassio Martins Meireles (San Paolo, 29 settembre 1986), è un attore, modello e personaggio televisivo brasiliano naturalizzato italiano.

## Biografia
Christhopher Leoni, brasiliano di origini italiane
. Ha iniziato la sua carriera come modello in Brasile, per poi approdare in cerca di fortuna a Milano nel 2002. Dopo una lunga gavetta nel mondo della moda, debutta come attore nel 2012 su Canale 5 con  L'onore e il rispetto - Parte terza, interpretando "Lee Di Maggio". Il suo personaggio uscirà di scena nel terzo episodio della quarta stagione dell'omonima serie.
Nel 2013 ritorna sul piccolo schermo con il ruolo di "Don Tano Testucci" in Pupetta - Il coraggio e la passione. Nel 2014 interpreta il ruolo principale di "Giulio Fontamara" (adulto) ne  Il peccato e la vergogna 2, accanto a Manuela Arcuri e Laura Torrisi, quest'ultima già collega ne L'onore e il rispetto.
Nel 2017 è nel cast della fiction Il bello delle donne... alcuni anni dopo. Inoltre partecipa al talent show Ballando con le stelle.

## Vita privata
Ha una relazione con la designer Francesca Versace, figlia di Santo Versace, fratello dello stilista Gianni Versace, e di Donatella Versace. La coppia ha una figlia, Ayla Leonor, nata il 14 settembre 2014, e un figlio, Santo, nato nel 2017.

## Filmografia

### Televisione
- L'onore e il rispetto - Parte terza, regia di Luigi Parisi e Alessio Inturri (2012)
- Pupetta - Il coraggio e la passione, regia di Luciano Odorisio (2013)
- Il peccato e la vergogna 2, regia di Luigi Parisi e Alessio Inturri (2012), regia di Luigi Parisi e Alessio Inturri (2014)
- L'onore e il rispetto - Parte quarta, regia di Luigi Parisi e Alessio Inturri (2015)
- Il bello delle donne... alcuni anni dopo, regia di Eros Puglielli (2017)

## Programmi televisivi
- Ballando con le stelle 12 (Rai 1, 2017) - Concorrente
- L'isola dei famosi 17 (Canale 5, 2023) - Concorrente